# Aido pai
Los aido pai o secoya son un pueblo indígena amerindia que habita en parte de la amazonia ecuatoriana y peruana. En Ecuador habitan las riveras de los ríos Eno, Napo, Aguarico y Cuyabeno, mientras que en Perú habitan las riveras de los ríos Yubineto, Yaricaya, Angusilla y Santa María. Hablan la lengua secoya, que forma parte de las lenguas tucanas.

## Historia
En 1599 los misioneros jesuitas describieron a los secoya o tucanos occidentales como "encabellados". El contacto con esta etnia se incrementó hasta alcanzar su apogeo entre 1709 y 1769, cuando los jesuitas llegaron a contabilizar 17 pueblos entre los ríos Aguarico y el Napo. Este apogeo de las relaciones entre los secoya y los jesuitas termina con el levantamiento indígena de 1744, a tal punto que en 1769 sólo quedaban dos misiones de "encabellados".
Durante el siglo XIX se les empieza a denominar "piojés" y la actividad misional fue muy reducida. Se registran intercambios comerciales esporádicos.
El boom del caucho en la zona, a finales del siglo XIX, dejó a los aido pai o secoyas con graves bajas demográficas debido al sistema de peonaje y endeudamiento que los afectó hasta los años 1940. 
En 1941 estalló la guerra entre Perú y Ecuador, por lo que los secoyas iniciaron una migración hacia las quebradas. Recién en 1969 se instala la educación escolarizada para esta etnia.

## Organización
Los aido pai o secoyas se organizan en linajes exógamos de padres (patrilineales). Los miembros de un patrilinaje habitan en una sola casa multifamiliar de planta oval en donde el más anciano dirige rituales shamánicos.
En el caso particular de los secoyas del territorio peruano, la norma obliga a los varones a desposar mujeres de otro patrilinaje, en donde se prefiere a las primas cruzadas (hija del hermano de la madre o hijo de la hermana del padre).
Se ha notado la pérdida progresiva de la tradición de las casas ovales multifamiliares, para dar paso a viviendas unifamiliares asociadas al nombre de un río.
Características
Los secoya son una cultura indígena de la amazonía que practica la agricultura de roza y quema, hablan la lengua paiccoca